# Keijo Kousa
Keijo Kousa (ur. 27 lipca 1959 w Myrskyli) – fiński piłkarz występujący na pozycji obrońcy. Ojciec hokeisty, Mikko Kousy.

## Kariera klubowa
Kousa jako junior grał w zespołach Myrsky oraz FC Kuusysi. W sezonie 1978 został włączony do pierwszej drużyny Kuusysi, grającej w drugiej lidze. W sezonie 1981 awansował z nią do pierwszej ligi i grał w niej do 1993 roku. Wraz z Kuusysi pięciokrotnie zdobył mistrzostwo Finlandii (1982, 1984, 1986, 1989, 1991), a także dwa razy Puchar Finlandii (1983, 1987).
Następnie w latach 1993–1998 grał w drużynie LTP, gdzie zakończył karierę.

## Kariera reprezentacyjna
W reprezentacji Finlandii Kousa zadebiutował 24 maja 1981 w przegranym 0:4 meczu eliminacji Mistrzostw Świata 1982 z RFN. 2 lipca 1981 w wygranym 3:1 pojedynku Mistrzostw Nordyckich z Norwegią strzelił swojego pierwszego gola w kadrze. W latach 1981–1986 w drużynie narodowej rozegrał 17 spotkań i zdobył 4 bramki.